# San José Tilostoc
San José Tilostoc är en ort i Mexiko, tillhörande kommunen Donato Guerra i sydvästra delen av delstaten Mexiko. Orten hade 289 invånare vid folkräkningen 2010.